# Mars 1741
Cette page présente les faits marquants du mois de mars 1741.

## Événements
- 9 mars - 20 mai : échec des Britanniques d'Edward Vernon au siège de Carthagène des Indes.

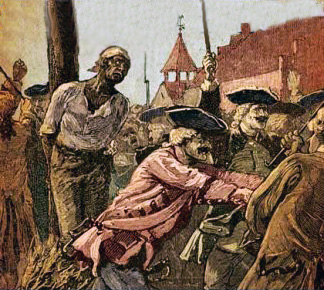
Conspiration de New York. New York compte 10000 Blancs et 2000 esclaves noirs. Après un hiver particulièrement rude, de mystérieux incendies éclatent (18 mars). Quelques Blancs et certains esclaves, accusés d’avoir conspiré, sont jugés et forcés à avouer. Quatre Blancs (deux hommes et deux femmes) sont exécutés, dix-huit esclaves sont pendus et treize autres brûlés vifs.

- 18 mars/Avril : insurrection des esclaves noirs à New York (Great Negro Plot)[1].